# Giuseppe Marraffino
Giuseppe Marraffino (1771–1850) olasz író.
Marraffino egy ideig papnak tanult, ám mivel tanulmányait nem sikerült befejeznie, úgy döntött, író lesz. Sokáig a felvilágosodás eszméit követte, később áttért a romantika irányzatára.
Művei közül a legismertebbek a Poesii Siciliani (1813) és a Le bestie e gli uomini.